# Julius Jacobsen
 Der er flere personer med dette navn, se Julius Jacobsen (fotograf).
Julius Frantz Jacobsen (10 april 1915 i København – 11. september 1990 i Stockholm) var en dansk-svensk pianist, arrangør og komponist.
Som 14-årig vandt Jacobsen en klaverkonkurrence arrangeret af Ekstrabladet. Han blev uddannet på Det Kgl. Danske Musikkonservatorium 1931-1933 og som elev af Anton Hansen 1932-1938. Derefter virkede han som pianist, basunist og komponist. Han spillede sammen med Vilfred Kjær 1934-36, Richard Stangerup 1936-37, Richard Johansen og Elo Magnussen 1937, Teddy Petersen 1937-38, Arne Hülphers i Sverige og Tyskland 1941, Axel Bendix og Teddy Petersen 1939-43 og i DR RadioUnderholdningsOrkestret 1943-45. I 1945 ledede han musikindspilningen til filmen En ny dag gryer.
Samme år spillede han i Stockholm med Kjeld Bonfils og var siden bosat der, hvor han mest var aktiv som komponist af filmmusik og arrangør af underholdningsmusik. Hans Sonata Seriosa skal angiveligt kunne genkendes som kendingsmelodien til TV-serien Dallas.

## Musik (ikke komplet)
- 1945 – Resan bort
- 1947 – Tappa inte sugen
- 1947 – Det kom en gäst
- 1949 – Kvinnan som försvann
- 1952 – Flyg-Bom
- 1955 – Stampen
- 1956 – Skorpan
- 1976 – Hallo Baby